# SAI Ambrosini SAI.3
Il SAI Ambrosini SAI.3 fu un aereo da turismo sportivo, monomotore, biposto e monoplano ad ala bassa, sviluppato dall'azienda aeronautica italiana Società Aeronautica Italiana Ambrosini nei tardi anni trenta.
Destinato al mercato dell'aviazione civile, come aereo da addestramento nella formazione dei piloti negli aeroclub e nell'uso come aereo da competizione, ebbe anche limitato impiego in ambito militare, come addestratore in carico alla Regia Aeronautica.

## Versioni
SAI.3
prima versione di produzione in serie.
SAI.3S
versione sportiva caratterizzata da una diversa corda alare ed equipaggiata con un motore radiale Siemens-Halske Sh 14.

## Utilizzatori

### Civili
Italia
- Reale Unione Nazionale Aeronautica (RUNA)

### Militari
Italia
- Regia Aeronautica